# Walhiana
Walhiana is een geslacht van weekdieren uit de klasse van de Gastropoda (slakken).

## Soort
- Walhiana vahlii (Möller, 1842)